# Gaio Cornelio Cetego (congiurato)
Gaio Cornelio Cetego (in latino Caius Cornelius Cethegus; ... – 63 a.C.) è stato un politico e cospiratore romano.

## Biografia
Viene ricordato soprattutto per esser stato uno dei capi della congiura di Catilina, volta a sovvertire la Repubblica romana.
Già in giovane età era conosciuto per il suo carattere dissoluto e violento; a causa dei moltissimi debiti che lo tartassavano divenne disperatamente pronto ad ogni possibile attentato politico. 
Nel 63 a.C. gli si presenta la sua occasione: poco prima di esser abbastanza maturo da diventare un edile, si allea con l'eversivo Catilina. Quando quest'ultimo fugge da Roma dopo che Cicerone aveva pronunciato contro di lui la Prima Catilinaria, a Cetego e a Publio Cornelio Lentulo Sura viene affidato il compito di prendere il controllo della congiura nella Capitale. A questo punto, Cetego passa al comando di Lentulo Sura.
A Cetego era stato incaricato quindi di uccidere i senatori più prominenti, tra cui Cicerone, ma la ritardatezza di Lentulo Sura non gli permise di portare a compimento gli ordini. Cetego venne arrestato e condannato a morte insieme agli altri congiurati. 
Come prova della sua partecipazione alla congiura, venne ritrovata nella sua dimora una collezione di spade e pugnali ed una lettera con sigillo data agli ambasciatori Allobrogi. 